# Pacto de Ralito
No confundir con Acuerdo de Santa Fe de Ralito

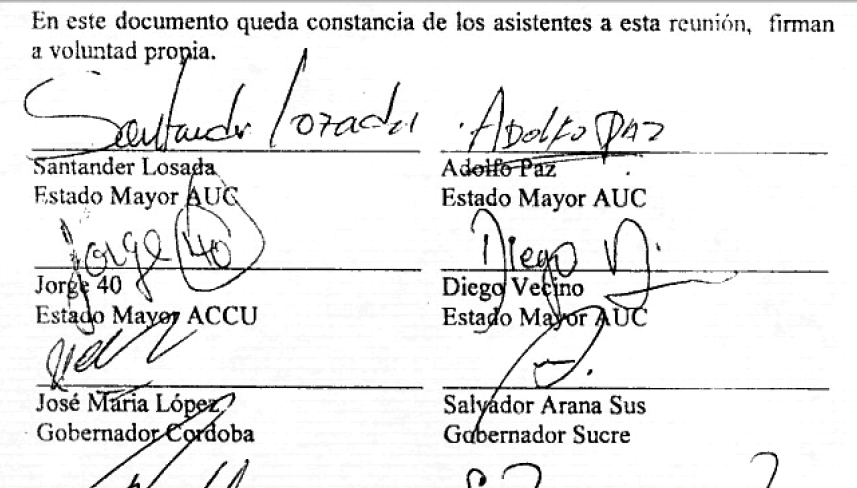
Fragmento del documento donde aparece la firma de los máximos jefes de las autodefensas junto a la de varios políticos.

El Pacto de Ralito es la denominación con que se conoce a un pacto secreto firmado el 23 de julio de 2001 en la finca del paramilitar Salomón Feris Chadid, alias ‘08’, en el corregimiento de Santa Fe de Ralito, en Tierralta, Córdoba- Colombia entre jefes de grupos paramilitares colombianos y más de cien dirigentes políticos de la costa Caribe. Entre los firmantes estaban los jefes paramilitares ‘Jorge 40’, ‘Don Berna’, ‘Salvatore Mancuso’ y ’Diego Vecino’ y por la clase política figuraban los gobernadores de Sucre y Córdoba, al igual que congresistas, alcaldes, concejales, diputados y dirigentes ganaderos de los departamentos de Sucre, Córdoba, César y Magdalena, para un proyecto político que prometía «refundar al país», «crear un nuevo pacto social» y «construir una nueva Colombia». La revelación de la existencia del documento constituyó uno de los episodios más sonados dentro del llamado escándalo de la parapolítica.
El acuerdo se firmó en secreto, por fuera del marco legal de un proceso de paz y sin el conocimiento expreso del gobierno de Andrés Pastrana, siendo ilegal, y menos sin el conocimiento de Carlos Castaño Gil como máximo líder de las AUC y otros comandantes como Doble Cero.
Su existencia fue destapada años después (noviembre de 2006) por el político Miguel Alfonso de la Espriella, quien se abstuvo de señalar a los que junto con él firmaron tal acuerdo. El texto del documento se dio a conocer en enero de 2007.

## Proceso judicial
El 20 de marzo de 2007 se conoció que el fiscal general de la Nación Mario Iguarán, llamó a indagatoria a 20 políticos y un periodista firmantes del pacto, al día siguiente se conoció que la Corte Suprema de Justicia llamó a indagatoria a 5 congresistas: José de los Santos Negrete, Juan Manuel López Cabrales, Reginaldo Montes, William Montes y Miguel de La Espriella, por el delito de concierto para delinquir.

### Detenciones
El lunes 14 de mayo de 2007 la Corte Suprema de Justicia emite orden de captura contra los senadores Miguel de La Espriella, Juan Manuel López Cabrales, Reginaldo Montes, José de los Santos Negrete y William Montes, Del mismo modo la fiscalía lo hace contra la exrepresentante Eleonora Pineda. Todos ellos acusados del delito de Concierto para delinquir agravado, ya que tanto corte como fiscalía encontraron evaluando diversos testimonios que los firmantes se habían presuntamente beneficiado políticamente del acuerdo y que no fueron obligados como algunos de ellos alegaban, el exjefe paramilitar Salvatore Mancuso en días anteriores habría confirmado ese hecho ante los medios de comunicación.

### Absoluciones
En noviembre de 2007 el representante a la Cámara José de los Santos Negret fue absuelto por la Corte Suprema de Justicia, ya que según la corte, a pesar de haber firmado el pacto no se encontraron pruebas contundentes sobre el beneficio que de esto obtuvo.
El magistrado Alfredo Gómez Quintero, presidente de la Sala Penal de la Corte, explicó que luego de analizar los testimonios entregados en desarrollo de la investigación, los magistrados determinaron que la mayoría de ellos carecía de credibilidad frente al caso específico de Negrete. El representante le aseguró a la Corte que figuró en el encuentro de Ralito por llevar en su carro al entonces congresista Luis Carlos Ordosgoitia y que nunca tuvo nada que ver con la firma del documento. El abogado defensor del representante, Abelardo de La Espriella, logró demostrar que la presencia de Negrete en la reunión del 'pacto de Ralito' y la posterior firma del documento fue absolutamente accidental, ocasional y forfuita. Plantearon que no estaba probado que tenía algún interés para cometer el concierto para delinquir con las autodefensas.

## Plan Birmania
Según investigaciones de "El Espectador", el pacto estaba enmarcado dentro de una estrategia de las AUC para consolidar una alianza de fuerzas al margen de la ley bajo la financiación del narcotráfico y concretar, a futuro, la toma del poder político, inicialmente en la Región Caribe y más tarde al nivel nacional. Dicha estrategia se denominó “El Plan Birmania”, haciendo referencia a lo sucedido en Birmania (hoy Myanmar), país asiático donde se estableció una dictadura militar y se le señala como uno de los ejes del denominado “Triángulo de oro (Asia)” entre Laos, Birmania y Tailandia, por el cultivo de la amapola, la producción de opio y la fabricación de heroína. Carlos Castaño se negó a respaldar la iniciativa y reiteró las objeciones que ya venía haciendo en contra de los entonces líderes del Bloque Norte de las Autodefensas, Iván Roberto Duque alias Ernesto Báez y Carlos Mario Jiménez alias Macaco, por sus nexos con la producción de drogas ilícitas. Además informó a sus hombres de confianza de las intenciones de algunos de los jefes, a fin de buscar respaldo a su negativa a la alianza. A través de declaración pública, el miércoles 30 de mayo de 2001, Carlos Castaño Gil díjo: “Compañeros de causa, somos en las AUC, amigos y respetuosos de las instituciones del Estado. Este principio es inviolable. Respétenlo. Renuncio irrevocablemente a mi cargo otorgado por ustedes”.

## Texto del documento
DOCUMENTO CONFIDENCIAL Y SECRETO

Conciudadanos como enuncia nuestro preámbulo; el pueblo de Colombia, invocando la protección de Dios, y con el fin de fortalecer la unidad de la Nación y asegurar a sus integrantes, la vida, la convivencia, el trabajo, la justicia, la igualdad, el conocimiento, la libertad y la paz (1) hoy nos confiere la irrenunciable tarea de refundar nuestra patria, de firmar un nuevo contrato social.
Todos los aquí presentes hoy asumiremos el compromiso de garantizar los fines del Estado: Defender la independencia nacional, mantener la integridad territorial y asegurar la convivencia pacífica y la vigencia de un orden justo. (2)
Construir esta nueva Colombia, en un espacio donde toda persona tiene derecho a la propiedad (3) y tiene deberes respecto a la comunidad, puesto que solo ella puede desarrollar libre y plenamente su personalidad (4). Es nuestro desafío.
Todo colombiano tiene el deber y la obligación de trabajar por la paz, en aras de cumplir con el mandato constitucional que nos insta a propender el logro y mantenimiento de la paz (5). Esta tarea no es prerrogativa de unos pocos, sino deber de todos.
A propuesta de los aquí presentes, se formarán comisiones de trabajo, las que presentarán sus resultados en nuestra próxima reunión del mes de octubre.

### Lista de firmantes del acuerdo de Ralito
Este es el listado de los firmantes del pacto de Ralito. Se especifica el cargo que ocupaban los dirigentes políticos el 23 de julio de 2001, fecha en la que se firmó el documento.

#### Jefes Paramilitares
- Salvatore Mancuso (Santander Lozada)
- Diego Fernando Murillo (Don Berna)
- Edward Cobos Tellez (Diego Vecino)
- Rodrigo Tovar Pupo (Jorge 40)

#### Miembros del Gobierno y políticos
- José María López Gómez "Mono López (Gobernador de Córdoba)
- Salvador Arana Sus (Gobernador de Sucre)
- Reginaldo Montes (Representante a la Cámara por Córdoba)
- Luis Álvarez (Suplente Cámara de Representantes por Córdoba de Reginaldo Montes)
- Jaime García (Director de la Corporación Autónoma de los Valles del Sinú y San Jorge)
- Álvaro Cabrales (exdiputado conservador de Córdoba)
- Sigifredo Sénior (Alcalde de Tierralta, Córdoba)
- Alfonso Campo Escobar (Representante a la Cámara por el Magdalena del partido Conservador)
- José María Imbeth (Representante a la Cámara por el partido Conservador)
- William Montes (Senador por el Bolívar. Conservador)
- Rodrigo Antonio Burgos de La Espriella (Senador Conservador)
- José Pepe Gnecco (Senador Bolívar)
- Luis Carlos Ordosgoita (Representante a la Cámara por Córdoba)
- Fredy Sánchez (Representante a la Cámaras por Córdoba)
- Miguel de La Espriella (Representante a la Cámara por Córdoba)
- Eleonora Pineda (Concejal de Tierralta)
- Marciano Argel (Secretario de Planeación de Córdoba)
- Wilmer Pérez (Alcalde de San Antero)
- José de los Santos Negrete (Gerente del Partido Conservador)
- Germán Ortiz (Asesor Alcaldía de San Antero)
- Remberto Montes (Representante a la Cámara por Córdoba) - Anulada la firma
- Juan Manuel López Cabrales (Senador Liberal)
- Luis Saleman (Exalcalde de San Onofre Sucre)
- Sabas Balserio (Alcalde de San Onofre)
- Edwin Mussy (Alcalde de Ovejas, Sucre)
- Felipe Quedaga (Funcionario de la alcaldía de Ovejas, Sucre)

#### Civiles
- Antonio Sánchez (Periodista)
- Rodolfo Vargas (Funcionario alcaldía de Sincelejo)
- José Luis Feris (Ganadero)
- Víctor Guerra (Ganadero)
- Alfredo Padilla Eljach (Aspirante a Alcaldía Pueblo Nuevo)
- Ricardo Barrera Gallón (Alcalde Electo, Pueblo Nuevo)